# Manuel del Pópulo Vicente García
Manuel del Pópulo Vicente García, španski operni pevec, tenorist, skladatelj in pedagog, * 21. januar 1775, Sevilja, Španija, † 10. junij 1832, Pariz, Francija.

## Življenje
Veljal je za najpomembnejšega tenorista svojega časa. Sodeloval je z Rossinijem, v čigar operah na več krstnih predstavah je nastopil (najpomembnejša je vloga grofa Almavive v Brivcu leta 1816 v Rimu). Nastopal je še v Neaplju, Parizu, Londonu, ZDA, Mehiki ...
Kot skladatelj je napisal nekaj danes pozabljenih oper (najpomembnejša je opera v dveh dejanjih Bagdadski kalif, krstno uprizorjena 30. septembra 1813 v Neaplju).

### Družina
Svoje otroke je tudi vključil v glasbo, bil je njihov učitelj in svetovalec. Vsi so bili v svojem življenju tudi zelo cenjeni:
- Manuel Patricio Rodriguez Garcia (1805-1906), sin, operni pevec, baritonist in pevski pedagog;
- Maria Malibran (1808-1836), najstarejša hči, operna pevka, mezzosopranistka;
- Pauline Viardot (1821-1910), mlajša hči, skladateljica in operna pevka, mezzosopranistka.

Večkrat so tako nastopili skupaj v eni operi. Med turnejo po ZDA so v New Yorku nastopili v operi Seviljski brivec. Oče je pel v vlogi Almavive, hči Maria je pela Rozino, sin Manuel je pel Figara in njegova druga žena Joaquina Sitchez je pela vlogo Berte.
1. 1 2 3  Record #119186497 // Gemeinsame Normdatei — 2012—2016.
2. ↑  data.bnf.fr: platforma za odprte podatke — 2011.
3. 1 2 3 4  Archivio Storico Ricordi — 1808.
4. ↑  Find a Grave — 1996.